# Milaši
Milaši est une localité de Croatie située dans la municipalité de Jelenje, comitat de Primorje-Gorski Kotar. En 2001, la localité comptait 60 habitants.

## Démographie
| 1948 | 1953 | 1961 | 1971 | 1981 | 1991 | 2001 |
| ---- | ---- | ---- | ---- | ---- | ---- | ---- |
| 77   | 67   | 68   | 64   | 70   | 60   | 60   |